# ブライアン・グレイザー
ブライアン・グレイザー（Brian Grazer, 1951年7月12日 - ）は、アメリカ合衆国カリフォルニア州ロサンゼルス生まれの映画プロデューサーである。また、ロン・ハワードと共に立ち上げた映画プロダクション「イマジン・エンターテインメント」の共同創始者でもある。2003年にハリウッドにおいて最も力のある人物の13位に選ばれ、ヒットメーカーとして確固たる地位を築き上げた。

## 来歴
ロサンゼルスに生まれる。南カリフォルニア大学の映画学科を卒業してからプロデューサーになる前まではサーファーだった。その後25年以上プロデューサーとして数多くの映画・テレビをプロデュースしており、それらの作品がアカデミー賞、エミー賞をはじめとする数々の賞にノミネートされた回数も少なくない。そして2002年に盟友ロン・ハワード監督、ラッセル・クロウ主演のドラマ『ビューティフル・マインド』が見事アカデミー作品賞を受賞。ハワード監督とは数多く組んでおり、共に映画プロダクションの“イマジン・エンターテイメント”も創設した。これまでプロデュースした作品の知名度も高く、興行収益も相当な額になる。テレビ作品でプロデュースした中には、日本でも人気沸騰の『24 -TWENTY FOUR-』がある。エンターテイメント業界でのその影響力と知名度から、ハリウッド・ウォーク・オブ・フェームにもその名が刻まれており、アニメシリーズ『ザ・シンプソンズ』においては本人役での出演も果たした。
2009年5月に『天使と悪魔』のプロモーションのため主演のトム・ハンクス、監督のロン・ハワードらと共に来日。丸の内ビルで行われたプレミア試写会や帝国ホテルでの記者会見、息子と共に東京ドームで行われた巨人×中日戦の始球式などに出席した。

## 私生活
これまで3度の結婚をしており、それぞれに子供をもうけているので現在は5児の父親でもある。しかしすべて離婚に終わっており、最後の結婚も2009年5月21日に終わった。

## プロデュース作品

### 映画
- ラブ IN ニューヨーク Night Shift (1982)
- スプラッシュ Splash (1984)
- 天才アカデミー Real Genius (1985)
- スパイ・ライク・アス Spies Like Us (1985)
- ハモンド家の秘密 Like Father Like Son (1987)
- バックマン家の人々 Parenthood (1989)
- クライ・ベイビー Cry-Baby (1990)
- キンダガートン・コップ Kindergarten Cop (1990)
- ドアーズ The Doors (1991)
- クローゼット・ランド Closet Land (1991)
- バックドラフト Backdraft (1991)
- マイ・ガール My Girl (1991)
- 遥かなる大地へ Far and Away (1992)
- ハウスシッター/結婚願望 Housesitter (1992)
- ブーメラン Boomerang (1992)
- バラ色の選択 For Love or Money (1993)
- マイ・ガール2 My Girl 2 (1994)
- 遺産相続は命がけ!? Greedy (1994)
- ザ・ペーパー The Paper (1994)
- カウボーイ・ウェイ/ 荒野のヒーローN.Y.へ行く The Cowboy Way (1994)
- アポロ13 Apollo 13 (1995)
- スティーブ・マーティンのSGT.ビルコ/史上最狂のギャンブル大作戦 Sgt. Bilko (1996)
- 悪魔の恋人 Fear (1996)
- ナッティ・プロフェッサー クランプ教授の場合 The Nutty Professor (1996)
- チェンバー/凍った絆 The Chamber (1996)
- 身代金 Ransom (1996)
- ライアー ライアー Liar Liar (1997)
- 秘密の絆 Inventing the Abbotts (1997)
- マーキュリー・ライジング Mercury Rising (1998)
- サイコ Psyco (1998)
- エドtv Edtv (1999)
- エディ&マーティンの逃走人生 Life (1999)
- ビッグムービー Bowfinger (1999)
- ナッティ・プロフェッサー2 クランプ家の面々 Nutty Professor II: The Klumps (2000)
- グリンチ How the Grinch Stole Christmas (2000)
- ビューティフル・マインド A Beautiful Mind (2001)
- アンダーカバー・ブラザー Undercover Brother (2002)
- ブルークラッシュ Blue Crush (2002)
- 8 Mile 8 Mile (2002)
- ハットしてキャット The Cat in the Hat (2003)
- ミッシング missing (2003)
- ディボース・ショウ Intolerable Cruelty (2003)
- プライド 栄光への絆 Friday Night Lights (2004)
- シンデレラマン Cinderella Man (2005)
- フライトプラン Flight Plan (2005)
- ディック&ジェーン 復讐は最高! Fun with Dick and Jane (2005)
- インサイド・マン Inside Man (2006)
- ダ・ヴィンチ・コード The Da Vinci Code (2006)
- アメリカン・ギャングスター American Gangster (2007)
- フロスト×ニクソン Frost/Nixon (2008)
- チェンジリング Changeling (2008)
- 天使と悪魔 Angels & Damons (2009)
- ロビン・フッド Robin Hood (2010)
- 僕が結婚を決めたワケ The Dilemma (2010)
- 永遠の僕たち Restless (2011)
- ペントハウス Tower Heist (2011)
- J・エドガー J. Edgar (2011)
- アドミッション -親たちの入学試験- Admission (2013)
- ラッシュ/プライドと友情 Rush (2013)
- グッド・ライ 〜いちばん優しい嘘〜 The Good Lie (2014)
- ジェームス・ブラウン 最高の魂を持つ男 Get on Up (2014)
- インフェルノ Inferno (2016)
- バリー・シール/アメリカをはめた男 American Made (2017)
- バッド・スパイ The Spy Who Dumped Me (2018)
- バックドラフト2/ファイア・チェイサー Backdraft 2 (2019)
- ヒルビリー・エレジー 郷愁の哀歌 Hillbilly Elegy (2020)
- 13人の命 Thirteen Lives (2022)
- キャンディ・ケイン・レーン Candy Cane Lane (2023)

### テレビ作品
- フロム・ジ・アース/人類、月に立つ From the Earth to the Moon (1998)
- フェリシティの青春 Felicity (1998-2002)
- 24 -TWENTY FOUR- 24 (2001-2010)
- アレステッド・ディベロプメント Arrested Development (2003-2006)
- おさるのジョージ Curious George (2006-2007)

### 出演作品
- ザ・シンプソンズ The Simpsons (1998, 2008) ※声の出演